# 維基百科列表索引
列表索引，列舉各種列表以方便快速找尋资料。列表的排序參考杜威十進制圖書分類法。

## 總類
- 維基百科列表索引[註 1]
- 学术领域大纲
- 科学分支列表
- 历史年表
- 历法列表
- 未解決問題列表
- 杜威十进位图书分类法列表

## 哲学與心理学
- 主义列表
- 哲学家列表
- 心理学家列表
- 政治意识形态列表
  - 意识形态符号
- 哲学词汇表
  - 哲学概念列表
- 心理学词汇表
- 谬误列表

## 宗教
- 宗教人口列表
- 被神化的人列表
- 主要宗教创始人列表

### 道教和中国民间信仰
- 道教人物列表
- 道教歷代龍虎山天師列表
- 中國民間宗教神祇列表
- 关帝庙列表

### 基督教和天主教
- 歷任教宗列表
- 中國籍天主教主教列表
- 香港基督教教會列表
- 圣经汉语译本用语对照表
- 圣经汉语译本列表
- 基督教教派列表

### 伊斯兰教
- 十二伊玛目列表
- 伊斯兰教词汇列表
- 真主的九十九个尊名

### 佛教
- 佛教用语列表
- 佛陀名号列表

### 神话
- 传说生物列表
- 埃及神话人物列表
- 神话列表
- 中国神话人物列表
- 希臘神祇及神話人物列表

## 社会科学

### 教育
- 世界大学列表
  - 爱尔兰共和国大学列表
  - 北爱尔兰大学列表
  - 澳大利亚大学列表
  - 德国大学列表
  - 俄罗斯大学列表
  - 法国大学列表
  - 荷兰大学列表
  - 韓國大學列表
  - 加拿大大学列表
  - 美国大学列表
    - 俄亥俄州學院和大學列表

  - 日本大学列表
  - 台灣大專院校列表
    - 臺北市高級中學列表
    - 高雄市中等學校列表

  - 西班牙大学列表
  - 香港大学列表
    - 香港大專院校校長列表

  - 澳門大學列表
  - 新加坡大学列表
  - 新西兰大学列表
  - 意大利大学列表
  - 英国大学列表
  - 中国大学列表
    - 中国国立大学列表 (1911年至1949年)
    - 中华人民共和国国家重点大学列表

### 体育
- 国际体育组织
- 世界体育竞赛列表
  - 法國網球公開賽男子單打冠軍
- 体育联盟列表
- 体育运动列表
  - 奥林匹克运动会奖牌获得者列表
  - 一級方程式賽車車手列表
- 棒球術語列表
- 游泳世界纪录列表
- 田徑世界紀錄列表
- 國家足球隊列表
- 足球俱樂部列表
  - 奧林匹克運動會主辦城市列表
  - 帕拉林匹克運動會主辦城市列表
- 吉祥物
  - 奧林匹克運動會吉祥物列表
  - 帕拉林匹克運動會吉祥物列表
- 劳伦斯终身成就奖

### 民族
- 世界民族列表
  - 中国民族列表
  - 台灣民族
- 无国家民族

### 饮食與烹饪
- 鸡尾酒列表
- 香草和调味品列表
- 烟肉食品列表
- 植物油列表
- 蛋糕列表
- 麵包列表
- 米其林餐厅列表
- 植物調味料列表
- 水果列表
- 蔬菜列表
- 大田作物列表
- 酒精饮料列表

### 社会学
- LGBT用语
- 著名同性恋和双性恋人士列表
- 生活型态列表
- 顏色絲帶列表

#### 传播
- 电视台列表
- 中华人民共和国电视台列表
- 無綫電視節目列表
- 臺灣電視台列表
- 臺灣廣播電台列表
- 中国大陆报纸列表
- 香港报纸列表
- 澳门报纸列表
- 台灣報紙列表
- 中华人民共和国出版社列表
- 国际电话区号列表
- 中国大陆电话区号

### 经济与金融
- 流通货币列表
- 公司列表
  - 汽车生产厂商列表
  - 汽车品牌列表
  - 连锁超市列表
  - 中国公司列表：分类:中国公司列表
  - 新加坡公司列表：分類:新加坡公司
- 古典经济学家列表
- 按市值排列的上市公司列表
- 世界最古老的公司列表
- 财富世界500强

### 交通运输

#### 公路
- 中華民國高速公路列表
- 台北市主要道路列表
- 中国国道列表

#### 桥梁
- 台北市聯外橋樑列表
- 天津海河桥梁列表
- 香港跨海大桥列表
- 世界大桥列表
- 世界悬索桥列表
- 世界拱桥列表
- 世界斜拉桥列表
- 世界隧桥列表

#### 鐵路
- 中國鐵路線路列表
- 台灣鐵路路線列表
- 铁路事故列表
- 上海地铁车站列表
- 港铁车站列表
- 伦敦车站群
- 中国内燃机车列表
- 中国城市轨道交通系统
- 世界城市轨道交通年乘客量列表
- 轨距转换列表

#### 航空
- 民用飛機列表
- 民用航空管理部門列表
- IATA机场代码
- 商业客机事故列表
- 軍用飛機空難列表
- 造成至少50人死亡的空难列表
- 最繁忙客运航空线列表

#### 航海
- 港口列表
- 世界集装箱吞吐量最大港口列表
- 世界货物吞吐量最大港口列表

#### 其它
- F1世界车手冠军列表
- 華人車手列表
- 国际空间站载人发射任务列表
- 港鐵巴士路綫列表
- 航天飞机任务列表

### 政治

#### 人物
- 各年龄国家领导人列表
- 历年各国领导人列表
- 现任主权君主列表
- 中華民國領導人列表
- 中華人民共和國領導人列表
- 黨和國家領導人
  - 中共中央主要負責人
  - 中國共產黨中央委員會總書記
  - 中華人民共和國主席
  - 中華人民共和國國務院總理
- 日本內閣總理大臣列表
- 大韓民國總統列表
- 印度總統列表
- 印度總理列表
- 伊拉克總統列表
- 美国总统列表
- 英国首相列表
  - 英國政治人物香港譯名列表
- 俄羅斯(包括蘇聯)歷代領袖列表
- 烏克蘭總統列表
- 德國總統列表
- 德国总理列表
- 愛爾蘭總統列表
- 荷蘭首相列表
- 哥倫比亞總統列表
- 巴西總統列表
- 印度尼西亚总理列表

#### 組織
- 流亡政府
- 前统治家族首领列表
- 各国执政党列表
  - 各国共产党列表
  - 中国政党列表
  - 最大政党列表
- 联合国成员国列表
- 联合国机构列表
- 国际组织列表
- 中华人民共和国参加的国际公约
- 国际学术会议列表
- 非營利組織列表
- 人道及和平組織列表
- 各国政体列表
- 活跃分离主义运动列表
- 条约列表
- 私人国家列表

#### 其它
- 旗幟列表
  - 国旗列表
- 国徽列表
- 旗帜学用语
- 世界主权争端领土列表

### 法律
- 台灣法律列表
- 中华人民共和国法律列表

### 軍事

#### 戰事
- 战争列表
  - 中国战争列表
- 中国战争列表
- 抗日战争主要战役列表
- 第二次世界大战战役列表
  - 美国陆军参与的二战战役
- 百年战争年表
- 军事战术列表
- 進行中武裝衝突列表

#### 軍事人物
- 中華民國上將列表
- 中华民国江山籍将領列表
- 中华人民共和国现役正战区级以上将领列表
- 中國人民解放軍軍事家列表
- 中国人民志愿军英雄、模范和特等功臣名单
- 中國人民解放軍大軍區司令員年表
- 美国现役上将列表
- 美国陸軍现役中将列表
- 苏联元帅列表
- 第二次世界大戰各國指揮官列表

#### 兵器
- 美國海軍航空母艦列表
- 英國海軍戰列艦列表
- 美國海軍戰列艦列表
- 德國戰列艦列表
- 日本海軍戰列艦列表
- 美國對臺軍售列表
- 各国军队制式步枪列表
- 军事技术与装备列表
- 火炮列表

#### 組織及戰鬥序列
- 軍事組織列表
- 美國陸軍部隊列表
- 中國人民解放軍陸軍編制序列
- 中國工農紅軍戰鬥序列
- 蓋茨堡邦聯軍戰鬥序列
- 朝鲜战争部队列表
- 長津湖戰役參戰部隊序列

## 语言和文字

### 语言
- 语言学条目目录
- 语言列表
  - 官方语言列表
  - 以人口排列的语言列表
  - 以母語人口排序的語言列表
  - 滅亡語言列表
    - 亞洲滅亡語言列表
- 语言系属分类
  - 语系列表
- 语言学家列表
- 汉语方言列表
- ISO 639
  - ISO 639-1代码列表
  - ISO 639-2代码列表
  - ISO 639-3代碼列表
- 马来语称谓列表
- 常用姓氏列表
  - 中国姓氏列表
- 元音列表
- 辅音列表
- 常用词表
  - 多尔戈波尔斯基词表
  - 莱比锡—雅加达词表
  - 斯瓦迪士核心词列表

### 文字
- 文字列表
- 字母
  - 阿拉伯字母
  - 韩语字母
  - 日语字母（參看假名）
  - 西里尔字母
    - Unicode中的西里爾字母
    - 蒙古语字母

  - 希伯来语字母
  - 希腊字母
  - 拉丁字母
    - 衍生拉丁字母
    - 挪威语字母
    - 丹麦语字母
    - 德語字母
    - 西班牙语字母
    - 土耳其语字母
    - 世界语字母

  - 北约音标字母
  - 格拉哥里字母
  - 腓尼基字母
- 加汀纳符号表
- 繁简转换
  - 繁简转换一对多列表
  - 简繁转换一对多列表

## 自然科学
- 科学家列表
- 发明家列表
- 中国科学院院士列表
- 效應列表

### 数学
- 數表
- 数学家列表
- 積分表
- 梅森素数与完全数集合
- 质数列表
- 質因數表
- 高斯整數分解表
- 级数列表
- 素纽结列表
- 统计学主题列表
- 数学相关主题列表
- 曲线列表
- 数论主题列表
- 数学定理列表
- 导数列表
- 数学常数
- 数学符号表
- 函数列表
- 公理列表
- 整除规则
- 正多面体列表

### 天文学
- 天文学纲要
- 宇宙年表
- 天文台列表
- 天文学家列表
- 星座列表
  - 按面积排列
- 恒星列表
  - 按距离排列
  - 按视星等排列
- 星座恒星列表
- 太阳系天体列表
  - 太阳系天体质量列表
  - 太阳系天体半径列表
- 卫星发现时间列表
- 太空人列表
- 彗星列表
  - 週期彗星列表
- 小行星列表
- 行星列表
- 梅西耶天体列表
- NGC天体列表
- IC天体列表
- 月球環形山列表
- 太阳系探测器列表
- 太阳系流体静力平衡天体列表

### 物理
- 物理学家列表
- 物理学定律列表
- 物理学常量
- 换算系数列表
- 国际标准基准单位
- 国际标准导出单位
- 物理符号表
- 相态列表
- 物理常数
- 折射率列表
- 經典物理術語
- 轉動慣量列表
- 粒子列表
- 准粒子列表
- 介子列表
- 重子列表

### 化学
- 化学反应列表
- 化学大纲
- 化学术语词汇表
- 化学家列表
- 元素周期表
- 元素列表
  - 化学元素发现年表
  - 元素氧化态列表
  - 元素密度列表
  - 元素沸点列表
  - 元素熔点列表
- 相對原子質量表
- 同位素列表
- 化学品列表
  - 無機化合物列表
    - 无机酸列表

  - 有機化合物列表
- 星际分子列表
- 基态原子电子组态列表
- 同位素列表
- 单质电阻率列表
- 溶解度表
- 共沸物列表
- 优先控制化学品名录
- 剧毒化学品名录
- 强酸列表

### 地質
- 地質年代表
- 中國地層順序表
- 地震列表
- 中国国家地质公园列表
- 世界地质公园列表
- 地球的地壳元素丰度列表
- 矿物列表
- 岩石列表
- 板块列表
- 火山列表

### 生物学
- 生物分類總表
- 微生物分类表
  - 古菌分類表
  - 細菌分類表
  - 病毒分类表
  - 病毒种类列表
  - 立克次氏体列表
  - 支原体列表
  - 放线菌列表
- 原生生物分类表
- 真菌分类表
- 藻类分类表
- 生物基本主题列表
- 生物学家列表
- 臺灣保育物種列表
- 成人身体细胞类型列表
- 染色体数目
- 世界百大外来入侵种
- 中国外来入侵物种名单
- 已測序的生物
  - 已测序真核生物基因组列表
  - 已测序植物基因组列表
  - 已测序古菌基因组列表
- 濒危物种列表

#### 動物
- 动物分类表
  - 昆虫分类表
  - 鱼类分类表
  - 两栖动物分类表
  - 爬行动物分类表
  - 哺乳动物分类表
  - 鸟类分类系统
    - 鸟类传统分类系统
    - 鸟类DNA分类系统
    - 鸟类全基因组测序分类系统
- 中国国家一级重点保护野生动物名录
- 中国国家二级重点保护野生动物名录
- 国家畜禽遗传资源品种名录
- 中国特有鸟种列表
- 已灭绝动物列表
- 野外灭绝动物列表
- 依国际动物命名法规的动物学作者列表

#### 植物
- 植物分类表 (NCBI)
- 被子植物APG分类法
  - 被子植物APG IV分类法
- 木材列表
- 国家重点保护野生植物名录
- 按命名人缩写排列的植物命名人列表

## 應用科學
- 新興技術列表

### 医学
- 解剖学治疗学及化学分类系统
- 医学家列表
- 药物列表
  - 合成药物列表
  - 中药列表
  - 分类药物列表
  - 中华人民共和国国家基本药物目录
  - 世界卫生组织基本药物标准清单
  - 世界卫生组织儿童基本药物标准清单
- 恐惧症列表
- 人体骨骼列表
- 人体器官列表
- 处方缩写词列表
- 疾病列表
- 艾滋病知名患者列表
- SARS殉職醫護名單

### 工程

#### 计算机
- 数据结构列表
- 程序设计语言列表
- 操作系统列表
- Linux发行版列表
- 图形文件格式列表
- 网络协议列表
- 汇编器列表
- MS-DOS命令列表
- 计算机软件列表
- 软件工程主题列表
- 密码学主题列表
- 被中国大陆封锁网站列表
- 内容管理系统列表
- 端口列表
- 文件系统列表
- 文件格式列表
  - 压缩文件格式列表
  - 图形文件格式列表
- 顶级域名列表
- 开放源代码软件列表
- 情报检索系统
- 中文输入法列表
- Intel 微處理器列表
- 最受欢迎网站列表
- 電腦裝置頻寬列表
- 行動軟體發行平台列表
- 电脑硬件制造商列表
- IP协议号列表
- TCP/UDP端口列表
- 互联网顶级域列表
- 已分配的/8 IPv4地址块列表

### 其他
- 机器人名人堂

### 建筑
- 建筑师列表
- 中国博物馆列表
- 香港博物馆列表
- 中国寺院列表
- 中国园林列表
- 古塔列表
- 天津市历史风貌建筑列表
- 最高建築及結構物列表
- 摩天大樓列表
- 纽约市摩天大楼列表

## 艺术與休閒

### 美術
- 颜色列表
- 中国传统色彩

### 雕塑
- 雕塑家列表
- 日本国宝雕刻列表

### 书画
- 画家列表
- 绘画术语
- 最昂贵画作列表
- 漫画家列表
  - 中国漫画家列表
- 书法家列表

### 表演藝術
- 音乐
  - 古典音乐作曲家列表
  - 指挥家列表
  - 乐器列表
  - 管弦乐团列表
  - 音乐术语列表
  - 音乐节列表
  - 音乐厅列表
  - 1949年前的中文校歌
  - 音乐唱片销售认证列表
  - 音程列表

- 舞蹈
  - 舞蹈家列表

- 戲劇
  - 能剧现行剧目列表

#### 电视节目
- 漫畫改編的電視劇列表
- 加拿大電視頻道列表
- LGBT相关电视节目列表

#### 电影
- 电影公司列表
- 電影獎列表
- 電影類型列表
- 电影目录
  - 動畫電影列表
  - 按国家/地区
    - 香港电影列表
    - 美國電影列表
    - 伊朗電影列表
    - 韩国电影列表
    - 墨西哥電影列表
    - 挪威电影列表
    - 苏联电影列表
    - 瑞典电影列表
    - 土耳其电影列表

  - 按类型
    - 動畫長片列表
      - 日本動畫列表 (2010年代)

  - 迪士尼经典动画长片
  - 迪士尼未来新片列表
  - 华特迪士尼影片
  - 华特迪士尼影片（大陆）
  - 试金石影片
  - 好莱坞影片（狭义）
  - LGBT相關電影列表
  - 精神疾患相關電影列表
- 导演列表

### 娛樂與休閒
- 国家重点风景名胜区
- 中國傳統遊戲列表
- 抽象策略遊戲列表
- 播棋類遊戲列表

#### 动漫
- 動畫列表
- 動畫劇集列表
- 日本动画列表
- 日本動畫列表 (五十音順)
- 日本動畫列表 (英譯)
- 日本漫画列表
- 神奇宝贝全國圖鑑列表
  - 神奇寶貝城都聯盟列表
  - 豐緣聯盟列表
  - 神奧聯盟列表
- 中国漫画列表
- 中国动画列表
- 香港漫画列表
- 动画术语列表
- 日本动漫迷使用术语列表
- 日式动画系列的总集数列表

#### 電子遊戲
- 電子遊戲列表
  - 电子游戏公司列表
- 遊戲機列表
- 十八禁遊戲列表
- FC游戏
- Wii遊戲列表
- 桌上角色扮演遊戲列表
- 拳皇人物列表
- 现代艺术博物馆电子游戏馆藏列表
- 游戏开发者选择奖年度游戏
- 畅销电子游戏列表
- 畅销电子游戏系列列表
- 电子游戏术语列表

## 文学
- 文学词汇表
- 茶学文献列表
- 四大名著人物列表:
  - 西游记人物列表
  - 红楼梦人物列表
  - 水滸傳角色列表
  - 三国演义角色列表
- 红楼梦抄本列表
- LGBT虛構角色列表
- 作家列表
  - 中国大陆儿童文学作家列表
    - 香港兒童文學作家列表
- 小说家列表
- 世界报20世纪百大书籍
- 諾貝爾文學獎得主列表

## 历史、地理與傳記

### 历史
- 历史主题条目索引

中國
- 中国政权列表
- 中国宰相列表
- 中国历史事件列表
- 中国年号列表
- 中国君主列表
- 周朝诸侯国列表
- 秦国君主列表
- 孔子弟子列表
- 古代武将列表
- 三国时期人物列表
- 明朝藩王列表
- 明朝七卿年表
- 明朝内阁辅臣年表
- 明朝解元列表
- 清朝解元列表
- 清朝大学士列表
- 中国清末革命团体列表
- 中国朝贡国列表
- 中国共和政体地方政权列表
- 中华人民共和国政府取缔的秘密结社政权列表
- 中国共产党政治运动列表

台灣
- 二二八事件受难者列表
- 清代台灣民變列表
- 台灣知府列表
- 青天白日勳章授勳人員列表
- 鄭成功征臺部將列表
- 高雄市日治時期建築列表

日本
- 日本天皇列表
- 日本战争暴行列表
- 日本令制國列表
- 日本幕末人物列表
- 日本年號列表

其他
- 已灭亡国家列表
- 历史上未受国际普遍承认国家列表
- 社会主义国家列表
- 古罗马人列表
- 埃及法老列表
- 俄国君主列表
- 英国君主列表
- 法国君主列表
- 拜占庭皇帝列表
- 神圣罗马帝国皇帝列表
- 奥斯曼帝国苏丹列表
- 无神论者列表
- 歷年逝世人物列表
- 美国人列表
- 第二次世界大战参战国列表
- 革命和叛亂列表
- 曼哈顿计划年表
- 遥远未来的时间线
- 帝国列表
- 最大帝国列表
- 各国建国时间列表
- 世界殖民地独立时间列表

### 地理
地理列表分類
- 地理学词汇表
- 世界海洋列表
- 海峡列表
- 湖泊列表
- 瀑布列表
- 世界长河列表
- 日本图例
- 岛屿列表
- 陆缘海列表
- 山峰列表
  - 七大洲最高峰一览
  - 台灣山峰列表
- 台灣河流列表
- 中国国家级自然保护区
- 中华人民共和国国家公园列表
- 中国湿地
- 中华人民共和国最长河流列表
- 臺灣自然生態保護區
- 中国海湾列表
- 中国湖泊列表
- 山脉列表
  - 中国山脉列表
- 中国半岛列表
- 美国国家公园列表
- 美国国家森林列表
- 美国最长河流列表
- 韩国国立公园列表

### 考古
- 考古学家列表
- 遗址列表
- 考古发现列表
- 世界遗产列表
  - 欧洲和北美地区世界遗产列表
  - 亚洲和太平洋地区世界遗产列表
  - 拉丁美洲和加勒比地区世界遗产列表
  - 非洲世界遗产列表
  - 阿拉伯国家世界遗产列表
- 中国国家级文物保护单位
- 中国历史文化名城列表
- 日本国宝列表
- 台灣古蹟列表
- 香港法定古蹟列表
- 出土简帛列表
- 联合国教科文组织非物质文化遗产名录和优秀保护实践名册
- 日本國寶住宅列表
- 霞浦县各级文物保护单位列表
- 禁止出境展览文物

### 世界
- 联合国地理区划列表
- 国家和地区列表：
  - 按拼音排列
  - 按大洲排列
    - 美洲
      - 美國州份和領地列表
        - 美国各州人口列表
        - 美国各州面积列表
        - 美国各州昵称列表

    - 亚洲
      - 中華人民共和国行政区划列表
        - 按人口排列
        - 按人口密度排列
        - 按面积排列
        - 按地区生产总值排列

      - 中华人民共和国县级以上行政区列表
      - 中华人民共和国已撤销地级市列表
      - 中华人民共和国地级市列表
      - 中华人民共和国已撤销民族自治地方列表
      - 臺灣行政區人口列表
      - 台湾省二级行政区列表
      - 中华民国福建省二级行政区列表
      - 日本都道府县面积列表

  - 国家相关列表
    - 按人口排列
    - 按面积排列
    - 按人口密度排列
    - 按官方语言排列
    - 按首都排列
- 按国家和地区排列的列表汇总
  - 代码表
    - ISO 3166-1
    - 国家代码对照表
- 世界城市索引
- 各国第一大和第二大城市列表
- 各國城市列表
- 世界地名索引
- 时区列表

## N大
哲學、宗教、教育
- 四大佛教名山
- 四大石窟
- 四大名校
- 八大菩萨
- 八大学院
- 八大省工

文化、藝術、娛樂
- 四大名旦
- 四大名楼
- 四大梅园
- 广东四大名园
- 八大藝術
- 中国十大名茶
- 唐宋八大家

當代人物
- 四大天王 (香港)
- 十大傑出青年
- 香港十大傑出青年

中國
- 四大发明
- 四大名著
- 四大古都
- 中国四大名镇
- 中国古代四大美人
- 清初四大疑案
- 六大古都
- 七大火炉
- 七大古都

世界、國外
- 四大文明古国
- 五大淡水湖
- 世界七大奇跡
- 新世界七大奇迹
- 日本四大银行集团

政治、軍事
- 三大战役
- 三大改造
- 萬曆三大征
- 四大戰區
- 十大元帅

## 人
- 歷年逝世人物列表
- LGBT人物列表
- 影响人类历史进程的100名人排行榜

## 中文維基百科類
- 维基百科:统计
- 中文维基百科頁面分类
- 維基百科:中文維基百科之最
- 維基百科:模板訊息

## 备注
1. ↑  本条目也是维基百科列表

|  | 本条目是列表索引。 如果您是某條目的内部链接而转到本页，希望您能協助修正该處的内部链接，將它指向正确的条目。 |